# 462 f.Kr.

## Händelser

### Efter plats

#### Grekland
- Thasos uppror mot det attiska sjöförbundet tar slut när ön kapitulerar.
- Spartanera försöker försöker erövra bergsfästningen på Ithomeberget i Messenien, dit en stor styrka av upproriska heloter har tagit sin tillflykt. De ber sina allierade från persiska krigen, inklusive atenarna, att hjälpa till.
- Kimon söker stöd bland Atens invånare för att erbjuda hjälp åt Sparta. Fastän Efialtes hävdar att Sparta är Atens rival om makten och borde lämnas att slåss på egen hand segrar Kimons synsätt. Han kan därför leda 4 000 hopliter till Ithome.
- Efter att ett försk att storma Ithome har misslyckats börjar spartanerna misstänka atenarna om att ställa sig på heloternas sida. Spartanerna tar därför hjälp av sina andra allierade och skickar hem Kimon och hans män. Detta förolämpande avvisande får Kimons popularitet i Aten att helt kollapsa. Upprörd över detta börjar den atenska opinionen att se saken ur Efialtes synvinkel.
- Genom att utnyttja det faktum, att Sparta är upptaget med helotrevolten, erövrar Argos slutligen Mykene. Stadens invånare skingras och några av dem tar sig till Makedonien.
- Efialtes genomdriver en ny lag i den atenska ecklesian, vilken reformerar Areopagen och begränsar dess makt till att döma i mord- och religionsbrottsfall. Han ser Areopagen som konservatismens kärna och detta ses som en stor förlust för de konservativa och medlemmarna av oligarkin.
- Perikles inleder sitt långa ledarskap för Aten, vilket kommer att vara till hans död 429 f.Kr.

### Efter ämne

#### Filosofi
- Den grekiske filosofen Anaxagoras flyttar till Aten och börjar undervisa där.